# 久松定武
久松 定武（ひさまつ さだたけ、1899年（明治32年）4月29日 - 1995年（平成7年）6月7日）は、日本の政治家。愛媛県知事。位階は従三位。勲等は勲二等。爵位は伯爵。

## 生涯

### 生い立ち
1899年（明治32年）4月29日、伯爵久松定謨の次男として東京府東京市芝区芝栄町（現・東京都港区芝公園）の久松家本邸で生まれる。生家は旧伊予松山藩藩主・久松氏の嫡流である。学習院を経て東京帝国大学経済学部を卒業後、同大学院修了。
1924年（大正13年）に三菱銀行へ入行し、駒込支店や本店の預金係長、板橋支店長代理などを務めた後、1931年（昭和6年）からロンドン支店勤務。1934年（昭和9年）に帰国、1942年（昭和17年）に三菱銀行を退職した。退職後は財団法人久松家育英会を経営し、農業報国会愛媛県支部顧問や四国農産興業社長などを務めた。1944年（昭和19年）12月13日に補欠選挙で貴族院伯爵議員に選出され、研究会に所属し1947年（昭和22年）5月2日の貴族院廃止まで在任。同年4月、第1回参議院議員通常選挙で愛媛県地方区から出馬して参議院議員に当選し1期務める。
1950年（昭和25年）3月19日、母（貞子）と弟（定孝）とともに松山市に行幸していた昭和天皇（昭和天皇の戦後巡幸）に拝謁する機会を得る。天皇は、1920年（大正11年）に松山市の久松家別邸に滞在したことを回想されて歓談したと伝わる。

### 愛媛県知事時代
1951年（昭和26年）に参議院議員を辞職し、日本社会党の支援を得て愛媛県知事選に出馬した。これは独善的で反発が強かった現職の青木重臣に代えて貴族院議員だった佐々木長治を擁立しようとしたが、自由党総裁の吉田茂が現職の青木を優先したために混乱した保守陣営を見ての戦略だった。久松は全県を遊説して回って絶大な人気を博し、現職の青木と自由党が支援した佐々木を破って知事に当選する。
当選後は一転保守系の軸足を置いて順調な県政となったが、徐々に革新系の副知事・羽藤栄一に対する反発が強まったため、白石春樹の発案で副知事廃止条例を制定する。これに対し、社会党は愛媛県議会や法廷で闘争を繰り広げたが、大王製紙の井川伊勢吉ら財界人が仲裁に入り、久松は副知事廃止に同意する念書に署名した。また、勤務評定実施にあたっては教職員組合の強い反発を抑え込んでこれを強行。県内の公共事業の誘致にも力を発揮し、保守王国と呼ばれる礎を築いた。特産品のミカン栽培の振興にも注力し、1952年（昭和27年）にはポンジュースの名付け親となっている。
1963年（昭和38年）の4期目の知事選では保守陣営が派閥対立のために分裂し、保革連合の「県政刷新県民の会」が結成され、愛媛新聞社長・平田陽一郎が出馬して大接戦となった。久松を公認する自由民主党は選挙違反も辞さない姿勢で選挙運動を展開して辛勝したが、選挙違反者が続出、総括責任者の白石までもが選挙違反で逮捕されることとなった。
最高裁判所に上告中の1967年（昭和42年）に5期目の知事選となり、革新知事の支援を受けた社会党の湯山勇を寄せ付けずに勝利した。なお、1968年（昭和43年）11月1日の「明治百年記念恩赦」を受けるために、白石は上告を取り下げて刑を確定させた上で恩赦を受けた。このため、久松の4期目の当選は無効となったが、既に任期は終わっていたため実質的な意味は無かった。1969年（昭和44年）、勲二等旭日重光章を受章。

### 政界引退後
1971年（昭和46年）に知事を引退。引退後には、愛媛県美術会会長や郵便貯金預金者の会中央連合会理事などを歴任した。1976年（昭和51年）に愛媛県功労賞、1977年（昭和52年）には松山市名誉市民の称号を贈られている。1995年（平成7年）6月7日、肺炎のため愛媛県松山市で逝去。96歳没。墓所は松山市の浄土宗大林寺。

## 親族
父は伯爵久松定謨、母は薩摩藩第12代藩主島津忠義の七女・貞子。弟に昭和天皇の侍従であった久松定孝。妻は伯爵小笠原長幹の次女・春枝。長男は久松定成。娘2人。
香淳皇后は従妹にあたり、1953年（昭和28年）の第8回国民体育大会と1966年（昭和41年）の第17回全国植樹祭で愛媛県に来県した際には、ともに県知事として応接している。また、松平定知も遠戚にあたる。